# Hebella scandens
Hebella scandens is een hydroïdpoliep uit de familie Hebellidae. De poliep komt uit het geslacht Hebella. Hebella scandens werd in 1888 voor het eerst wetenschappelijk beschreven door Bale. 